# Ezio Altieri
Ezio Altieri (Roma, ... – Roma, 2005) è stato un costumista e scenografo italiano.

## Biografia
Ha lavorato, sia come costumista sia come scenografo, soprattutto con i registi italiani Salvatore Samperi (8 film), Giorgio Capitani (7 film, a partire dal 1976), Pasquale Festa Campanile (5 film), Ettore Scola (5 film) e Dino Risi (4 film). Sul piano internazionale ha lavorato per i costumi del film Giorni felici a Clichy (1990), per la regia del regista francese Claude Chabrol.
È stato un rinomato designer e arredatore di interni di numerose abitazioni della Roma bene, dove si è potuto apprezzare il suo geniale eclettismo di forme e tessuti.

## Filmografia
- Adultero lui, adultera lei (1963), regia di Raffaello Matarazzo, (costumista)
- Scusi, lei è favorevole o contrario? (1966), regia di Alberto Sordi, (architetto-scenografo)
- Il tigre (1967), regia di Dino Risi, (costumista, arredatore)
- L'arcidiavolo (1966), regia di Ettore Scola, (arredatore)
- A qualsiasi prezzo (1968), regia di Emilio Miraglia, (costumista, arredatore)
- Vedo nudo (1969), regia di Dino Risi, (episodi 1.1 - 1.4), (costumista)
- Jekyll (1969), miniserie televisiva, (episodi sconosciuti) (costumista)
- Giocando a golf una mattina (1969), miniserie televisiva, (episodi sconosciuti), regia di Daniele D'Anza, (costumista)
- Il giovane normale (1969), regia di Dino Risi, (costumista)
- Dramma della gelosia - Tutti i particolari in cronaca (1970), regia di Ettore Scola, (costumista)
- Il merlo maschio (1971), regia di Pasquale Festa Campanile, (scenografo, costumista)
- Malizia (1973), regia di Salvatore Samperi, (scenografo, costumista)
- La sbandata (1974), regia di Salvatore Samperi, (scenografo, costumista)
- Peccato veniale (1974), regia di Salvatore Samperi, (scenografo, architetto-scenografo, costumista)
- Attenti al buffone (1975), regia di Alberto Bevilacqua, (costumista)
- Bruciati da cocente passione (1976), regia di Giorgio Capitani, (scenografo, costumista)
- Scandalo (1976), regia di Salvatore Samperi, (architetto-scenografo)
- Pane, burro e marmellata (1977), regia di Giorgio Capitani, (arredatore)
- Nenè (1977), regia di Salvatore Samperi, (architetto-scenografo)
- Io tigro, tu tigri, egli tigra (1978), regia di Renato Pozzetto e Giorgio Capitani, (scenografo, costumista)
- Il corpo della ragassa (1979), regia di Pasquale Festa Campanile, (scenografo, costumista, arredatore)
- Ernesto (1979), regia di Salvatore Samperi, (scenografo, costumista)
- Aragosta a colazione (1979), regia di Giorgio Capitani, (costumista)
- La terrazza (1980), regia di Ettore Scola, (costumista)
- Sono fotogenico (1980), regia di Dino Risi, (scenografo, costumista)
- Odio le bionde (1980), regia di Giorgio Capitani, (costumista)
- Casta e pura (1981), regia di Salvatore Samperi, (scenografo)
- Culo e camicia (1981), episodio Un uomo, un uomo e... Evviva una donna!, regia di Pasquale Festa Campanile, (scenografo e costumista)
- Bollenti spiriti (1981), regia di Giorgio Capitani, (architetto-scenografo, costumista)
- La ragazza di Trieste (1982), regia di Pasquale Festa Campanile, (scenografo)
- Bonnie e Clyde all'italiana (1983), regia di Steno, (scenografo)
- Ballando ballando (1983), regia di Ettore Scola, (costumista)
- Un povero ricco (1983), regia di Pasquale Festa Campanile, (scenografo)
- Profumo di classe (1984) (Tv), regia di Giorgio Capitani, (scenografo)
- Claretta (1984), regia di Pasquale Squitieri, (costumista)
- La gabbia (1985), regia di Giuseppe Patroni Griffi, (architetto-scenografo)
- Non ci resta che piangere (1985), regia di Roberto Benigni e Massimo Troisi, (costumista)
- Una donna a Venezia, regia di Sandro Bolchi - miniserie TV (1986) (costumista)
- Giorni felici a Clichy (1990), regia di Claude Chabrol, (costumista)
- Blue Tornado (1991), regia di Antonio Bido, (costumista)
- Prestazione straordinaria (1994), regia di Sergio Rubini, (architetto-scenografo)
- Anche i commercialisti hanno un'anima (1994), regia di Maurizio Ponzi, (costumista, arredatore)
- I volontari (1998), regia di Domenico Costanzo, (costumista)
- La casa bruciata (1998) (Tv), regia di Massimo Spano, (costumista)
- Non lasciamoci più (1999), serie televisiva, (episodi sconosciuti), regia di Vittorio Sindoni, (scenografo)
- Tutto in quella notte (2002) (Tv), regia di Massimo Spano, (costumista)
- Madame (2004), miniserie televisiva, regia di Salvatore Samperi, (costumista)
- La caccia (2005), miniserie televisiva, regia di Massimo Spano, (costumista)